# Szellő (keresztnév)
A Szellő újabb keletű névalkotás eredménye a szellő szóból.

## Rokon nevek
- Szellőke:[1] a Szellő név -ke kicsinyítőképzővel továbbképzett változata.[2]

## Gyakorisága
Az 1990-es években a Szellő és a Szellőke szórványos név, a 2000-es években nem szerepelnek a 100 leggyakoribb női név között.

## Névnapok
Szellő, Szellőke
- április 6.[2]
- augusztus 26.[2]

## Híres Szellők, Szellőkék
Nincsenek.